# Penicillophorus ctenotarsus
Penicillophorus ctenotarsus är en skalbaggsart som beskrevs av Paulus 1974. Penicillophorus ctenotarsus ingår i släktet Penicillophorus, och familjen Phengodidae. Inga underarter finns listade.